# Cheyenne (Wyoming)
Pour les articles homonymes, voir Cheyenne.
Cheyenne (/ʃaɪˈæn/ ou /ʃaɪˈɛn/) est une ville américaine, capitale de l’État du Wyoming. C'est la plus grande ville de l’État avec 65 132 habitants lors du recensement de 2020.

## Géographie
Située au pied des montagnes Rocheuses, à une altitude d'environ 1 850 m, l'agglomération est établie au nord de la mégarégion du Front Range Urban Corridor. La ville se trouve à 160 km au nord de Denver, dans l'extrême sud-est du Wyoming. Elle fait partie de ces capitales excentrées dans leur État comme Carson City (Nevada), Juneau (Alaska), Tallahassee (Floride) et Topeka (Kansas).
La ville occupe une superficie de 63,79 km2 dont 63,51 km2 de terres et 0,28 km2 d'eau. Elle est arrosée par le Crow Creek et le Dry Creek, affluents de la South Platte.

## Histoire
L'origine de la ville remonte au 4 juillet 1867, lorsque les premières tentes furent dressées sur le site actuel de Cheyenne. Le nom de la ville provient d’un mot de la langue dakota qui signifie « les étrangers ». Les premiers habitants de Cheyenne furent des hommes qui déménagèrent dans l'Ouest afin de travailler pour l'Union Pacific Railroad.
Lorsque la ligne fut terminée en novembre 1867, la majorité des colons quitta la ville. La ville continua malgré tout de prospérer, et ceci grâce à la proximité du fort DA Russel, de la ligne de chemin de fer, et des employés du camp Carlin, qui approvisionnaient tous les postes situés sur la frontière indienne. Une prospérité qui était surtout due aux nombreux théâtres de variété et aux saloons typiques du Far West.
Par la suite, la ligne de chemin de fer apporta une nouvelle culture à la ville, qui croissait rapidement (près de 5 000 habitants en 1875). L'édification d'un opéra en 1882, dans lequel s'arrêtaient les troupes de théâtre qui faisaient le voyage vers la côte ouest, finit de donner à Cheyenne l'allure d'une ville de la côte est.
L'autre pendant de la prospérité de Cheyenne fut l'élevage de bovins. Ce fut une industrie florissante qui attira nombre d'hommes d'affaires de l'Est et même d'Europe.

Hathaway Building.
Un ancien bâtiment commercial.
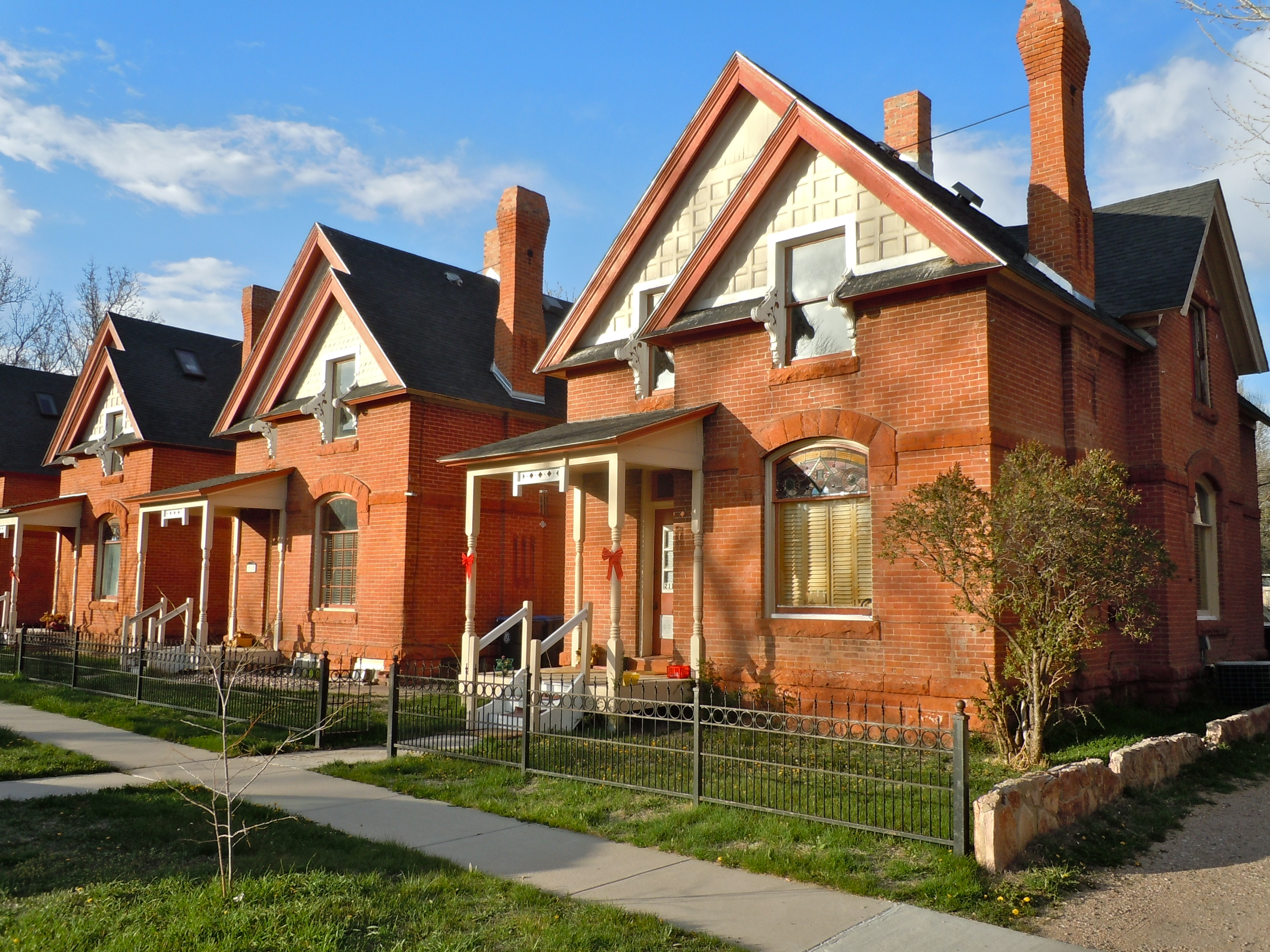
Maisons du district historique.

## Démographie
| Groupe            | Cheyenne | Wyoming | États-Unis |
| ----------------- | -------- | ------- | ---------- |
| Blancs            | 87,4     | 90,7    | 72,4       |
| Autres            | 4,0      | 3,0     | 6,2        |
| Métis             | 3,3      | 2,2     | 2,9        |
| Afro-Américains   | 2,9      | 0,8     | 12,6       |
| Asiatiques        | 1,2      | 0,8     | 4,8        |
| Amérindiens       | 1,0      | 2,4     | 0,9        |
| Océaniens         | 0,2      | 0,1     | 0,2        |
| Total             | 100      | 100     | 100        |
| Latino-Américains | 14,5     | 5,9     | 16,7       |

Selon l'American Community Survey, pour la période 2011-2015, 93,03 % de la population âgée de plus de 5 ans déclare parler l'anglais à la maison, 4,04 % déclare parler l'espagnol et 2,93 % une autre langue.
| Indicateur                             | Cheyenne | États-Unis |
| -------------------------------------- | -------- | ---------- |
| Personnes de moins de 5 ans            | 6,3 %    | 6,1 %      |
| Personnes de moins de 18 ans           | 23,5 %   | 22,6 %     |
| Personnes de plus de 65 ans            | 14,7 %   | 15,6 %     |
| Femmes                                 | 50,7 %   | 50,8 %     |
| Personnes par foyer                    | 2,44     | 2,64       |
| Vétérans                               | 10,8 %   | 8,0 %      |
| Personnes nées étrangères à l'étranger | 2,8 %    | 13,2 %     |
| Personnes sans assurance maladie       | 11,7 %   | 10,2 %     |
| Personnes avec un handicap             | 8,3 %    | 8,6 %      |
| Revenus annuels                        | 30 318 $ | 29 829 $   |
| Personnes sous le seuil de pauvreté    | 11,1 %   | 12,3 %     |
| Diplômés du lycée                      | 93,7 %   | 87,0 %     |
| Diplômés de l'université               | 29,3 %   | 30,3 %     |

## Société

### Religions
Les principales confessions chrétiennes présentes dans la ville sont épiscopalienne et méthodiste. Cheyenne est également le siège d'un diocèse catholique.

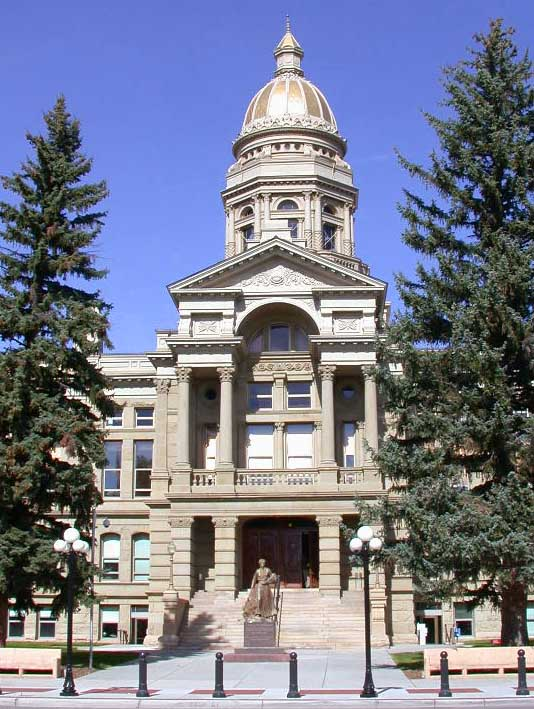
Le capitole de Cheyenne.

## Politique et administration
Comme capitale de l'État, Cheyenne abrite le Capitole de l'État où sont installés les sièges du gouverneur et de la législature.
La ville est le siège du comté de Laramie. Elle est administrée par un conseil de neuf membres, à raison de trois par wards, ainsi qu'un maire, élus pour quatre ans sur une base non partisane. Le bureau du maire est responsable de la gestion des différents services de la ville qui comprennent la police, les pompiers, la planification et le développement, l'ingénierie, les travaux publics, le budget, le bureau du procureur, les ressources humaines et le tribunal municipal.

### Liste des maires
| Période                                  | Période  | Identité          | Étiquette   | Qualité   |
| ---------------------------------------- | -------- | ----------------- | ----------- | --------- |
| Les données manquantes sont à compléter. |          |                   |             |           |
| 1993                                     | 2001     | Leo Pando         |             |           |
| 2001                                     | 2009     | Jack R. Spiker    |             |           |
| 2009                                     | 2017     | Richard L. Kaysen |             |           |
| 2017                                     | 2021     | Marian Orr        | Républicain | 1re femme |
| 4 janvier 2021                           | En cours | Patrick Collins   | Indépendant |           |

## Transports

### Voies de circulation
La ville est située à l'intersection entre les autoroutes inter-États I-25, sur l'axe nord-sud, et I-80, d'orientation est-ouest. Cette dernière est reliée au centre-ville par la courte I-180. D'autre part, les routes nationales US 30 et US 85 se croisent également dans le centre-ville.

### Transports urbains
La ville possède un réseau de transports urbains appelé Cheyenne Transit Program (CTP) qui exploite six lignes d'autobus.

### Transport aérien
Cheyenne possède un aéroport (Cheyenne Regional Airport - Jerry Olson Field), situé au nord de la ville, dont le code AITA est CYS.

## Culture et patrimoine
Les Cheyenne Frontier Days sont une manifestation de rodéo organisée depuis 1897.
Cheyenne accueille le Steam Shop de l'Union Pacific, qui restaure et préserve plusieurs locomotives à vapeur en état de marche comme la Union Pacific 4014 (type Big Boy, plus grosse locomotive à vapeur en état de marche au monde) ou la Union Pacific 844 (seule locomotive à vapeur d'un chemin de fer de classe I à n'avoir jamais été retirée du service).

## Dans la culture populaire
- La ville de Cheyenne sert de capitale aux « États alliés d'Amérique » dans la série Jericho.
- Dans le film L'Aube rouge, l'invasion communiste est arrêtée à Cheyenne.
- La série télévisée Hell on Wheels : L'Enfer de l'Ouest montre notamment la construction de Cheyenne sur le premier chemin de fer transcontinental américain.
- Dans la série télévisée Z Nation, Murphy se cache à Cheyenne.
- Dans le roman de Philip K. Dick La Vérité avant-dernière, le héros sort de son abri près des ruines de Cheyenne atomisée par les Soviétiques.